# Упоредник
Упоредник или паралела је круг који повезује све тачке исте географске ширине на површини Земље. Према другој постојећој дефиницији, паралела је обим кружног пресека земљине кугле са равни која се налази у свемиру ортогоналној Земљиној оси. Обично се обележавају сваке десете или двадесете паралеле.
Паралеле окружују Земљу у правцу исток-запад и воде паралелно са екватором, док су меридијани окомити на паралеле и увек се додирују кроз оба пола Земље. Екватор је највећа паралела, а северно и јужно од њега паралеле су све краће. Северни и Јужни пол су најмање паралеле смештене 90° јужно и 90° северно од екватора. За разлику од паралела, сви меридијани су подједнако дуги и сваки почиње од једног, а завршава се на другом полу . Удаљеност између две паралеле је свуда приближно 111 км.
Паралеле се деле на северну и јужну, у зависности од тога да ли се налазе северно или јужно од екватора, који је према томе нулта паралела и дели Земљу на северну и јужну хемисферу . Иако произлази из природе ротирајуће сфере, нулти меридијан у Греенвицху је произвољно распоређен.
Круг географске ширине или линија географске ширине на Земљи је апстрактни мали круг исток-запад који повезује све локације око Земље (занемарујући надморску висину) на датој координатној линији географске ширине.
Кругови географске ширине се често називају паралелама, јер су међусобно паралелни; односно равни које садрже било коју од ових кружница се никада не секу. Положај локације дуж круга географске ширине је дат њеном географском дужином. Кругови географске ширине су за разлику од кругова географске дужине, који су сви велики кругови са центром Земље у средини, пошто се кругови географске ширине смањују како се растојање од екватора повећава. Њихова дужина се може израчунати заједничком синусном или косинусном функцијом. Шездесета паралела север или југ је упола краћа од екватора (не узимајући у обзир мање спљоштење Земље за 0,335%). На Меркаторовој пројекцији или на Гал-Петерсовој пројекцији, круг географске ширине је окомит на све меридијане. На елипсоиду или на сферној пројекцији, сви кругови географске ширине су локсодроме, осим на екватору.

## Величина паралела и меридијана
Радијус паралеле опада са косинусом географске ширине β према половима и према томе је тачно на сфери полупречника Р тачно р = Р · цос β . Насупрот томе, меридијани увек имају исти радијус јер почињу и завршавају се на Земљиним половима.

## Посебне паралеле
Постоји пет главних кругова географске ширине, наведених у наставку од севера до југа. Положај екватора је фиксан (90 степени од Земљине осе ротације), али географске ширине осталих кругова зависе од нагиба ове осе у односу на раван Земљине орбите, те стога нису савршено фиксиране.

### Екватор
Екватор Земље је најдужа паралела и дели га на две хемисфере. Да је Земља имала облик стварне сфере, (Р = 6371,2 км), екватор би био дугачак 40.032 км. Али Земља је спљоштена за 0,3 %, тако да је екватор заправо дугачак 40.075 км, док је дужина меридијана 40.009 км.

### Повратници
Посебност појединачних повратника, Рака и Јарца, је у томе што их одређује најсевернији и најјужнији положај Сунца у зениту на Земљи. Због нагиба еклиптике, оба се налазе на 23° 27 ' географске ширине, северно и јужно. У подне је Сунце у зениту на почетку астрономске лета или зиме (у северној хемисфери је она 21. јуна и децембра 21, а у јужној хемисфери).

### Поларници
Поларни кругови
Арктички круг је најјужнија географска ширина на северној хемисфери на којој сунце може непрекидно да остане изнад или испод хоризонта 24 сата (у јунском и децембарском солстицију). Слично, антарктички круг означава најсевернију географску ширину на јужној хемисфери на којој сунце може непрекидно да остане изнад или испод хоризонта 24 сата (у децембарском и јунском солстицију).
Географска ширина поларних кругова је једнака 90° минус Земљин аксијални нагиб.
|                      |
| Северни поларни круг |

|                  |
| Антарктички круг |

### Тропски кругови
Тропик Рака и Тропик Јарца означавају најсеверније и најјужније географске ширине на којима се сунце може видети директно изнад главе током јунског солстиција, односно децембарског солстиција.
Географска ширина тропских кругова једнака је аксијалном нагибу Земље.
|             |
| Тропик рака |

|                 |
| Јужни повратник |

### Кретање тропских и поларних кругова
По дефиницији, положаји Тропика Рака, Тропика Јарца, Арктичког круга и Антарктичког круга сви зависе од нагиба Земљине осе у односу на раван њене орбите око Сунца („нагиб еклиптике“). Да је Земља „усправна” (да је њена оса под правим углом у односу на орбиталну раван) не би постојали арктички, антарктички или тропски кругови: на половима би Сунце увек кружило дуж хоризонта, а на екватору би Сунце увек излазило на истоку, пролазило директно изнад главе и залазило на западу.
Положаји тропског и поларног круга нису фиксни јер се аксијални нагиб споро мења – сложено кретање одређено суперпонирањем многих различитих циклуса (од којих су неки описани у наставку) са кратким до веома дугим периодима. Године 2000. средња вредност нагиба била је око 23° 26′ 21,406″ (према IAU 2006, теорија П03).
Главни дугорочни циклус узрокује да аксијални нагиб варира између око 22,1° и 24,5° са периодом од 41.000 година. Тренутно се просечна вредност нагиба смањује за око 0,468″ годишње. Као резултат тога (приближно и у просеку), тропски кругови се померају ка екватору (и поларни кругови према половима) за 15 m годишње, а површина тропских крајева се смањује за 1.100 km2 (420 sq mi) годишње.
Аксијални нагиб Земље има додатне краткорочне варијације због нутације, од којих главни термин, са периодом од 18,6 година, има амплитуду од 9,2″ (што одговара скоро 300 m северно и јужно). Постоји много мањих чланова, што резултира различитим дневним помацима од неколико метара у било ком правцу.